# Lemula decipiens
Lemula decipiens là một loài bọ cánh cứng trong họ Cerambycidae.